# David Aganzo Méndez
David Aganzo Méndez (Madrid, 10 de gener de 1981) és un exfutbolista professional madrileny, que ocupava la posició de davanter. Va ser internacional amb les categories inferiors de la selecció espanyola.

## Trajectòria esportiva
Format al planter del Reial Madrid, va formar part de la selecció espanyola juvenil que va guanyar el Mundial de la categoria a Nigèria, el 1999. A la temporada següent debuta amb el primer equip madridista, en el qual hi jugaria quatre partits de lliga així com un de la Lliga de Campions, que el Reial Madrid acabaria guanyant.
Sense continuïtat al conjunt del Santiago Bernabeu, el davanter seria cedit en quatre ocasions consecutives al CF Extremadura, RCD Espanyol, Reial Valladolid i Llevant UE, destacant sobretot en els dos darrers.
L'estiu del 2004 fitxa pel Racing de Santander, on la seua aportació va de més a menys, arribant a ser cedit a l'exòtic Beitar de Jerusalem. Recupera la titularitat amb el Deportivo Alavés, club al qual fitxa el 2007 i on marca 11 gols. A la temporada següent m'anota un més, 12, amb la samarreta del Rayo Vallecano, club on va jugar entre 2008 i 2011 i on fou habitualment titular i va contribuir amb els seus gols a l'ascens a primera divisió. Es troba entre els deu màxims golejadors històrics del Rayo Vallecano.
L'agost de 2011 l'Hèrcules CF confirma el fitxatge de David per una temporada amb opció a una altra. Després d'una temporada plena de lesions, l'Hèrcules CF descarta que segueixi al club una temporada més.
Al principi de la temporada 2012-13 es va quedar sense equip i va estar entrenant a la V Edició de Sessions, que organitza l'AFE, per futbolistes sense equip que se celebrà des del 31 d'agost fins al 13 de setembre, quan va signar per l'Aris Salònica Futbol Club.

## Dirigent esportiu
Des de 2017, és el president de l'Associació de Futbolistes Espanyols. El 2021 va ser escollit president de la Federació Internacional d'Associacions de Futbolistes Professionals.